# Унгарска аристокрация
Унгарската аристокрация се състои от привилегирована група от хора, повечето от които притежават поземлени имоти в Кралство Унгария. Първоначално са разнородна група от хора, които са описвани като благородници, но от края на 12 век само високопоставени кралски чиновници са смятани за благородници. Повечето от аристократите претендират, че са наследници на маджарски лидер от 9 век. Други са с произход от чуждестранни рицари и местни славянски князе, които са интегрирани в аристокрацията. По-малко известни аристократи са познати като крепостни рицари, също притежават земя и служат в кралската армия.
От 1170 година нататък повечето привилегировани миряни се наричат кралски слуги, за да подчертаят пряката си връзка с монарсите. Златната була от 1222 г. постановява техните свободи, особено освобождаването от данъци и ограничаването на военните им задължения. След тази година кралските слуги са свързани с аристокрацията и най-високопоставените служители са известни като барони на царството. Само тези, които притежават алоди – земи, свободни от задължения – се смятат за истински благородници, но съществуват и други привилегировани групи земевладелци.
През 80-те години на 13 век Шимон от Кеза е първият, който твърди, че благородниците притежават истинска власт в кралството. Графствата се превръщат в институции на автономия на аристокрацията и делегатите на благородниците присъстват на диетите (или парламентите). Най-богатите барони строят каменни замъци, които им позволяват да контролират огромни територии, но кралската власт е възстановена в началото на 14 век. Лайош I Велики въвежда система на ординатите и принципа на „една и съща свобода“ на всички благородници. Всъщност има юридически разграничения между истински благородници и някои други видове аристократи а най-влиятелните благородници наемат по-дребните благородници като свои familiaris (хора, които се приемат като част от семейството, но с по-висок статут от придворните). Според обичайното право само мъжете наследяват владения, но кралете могат да дадат на дъщеря си статут на син (префекция), като ѝ разрешават да наследява земите на баща си. Благородничките, които са се омъжили за обикновен гражданин, също могат да поискат наследството си – четвъртината на дъщерите (това е една четвърт от притежанията им) – в земя.
Монарсите дават наследствени титли, а най-бедните благородници губят освобождаването си от данъци от средата на 15 век, но Трипартитумът – често цитиран кодекс на обичайното право – поддържа идеята за равенството на всички благородници. В началото на модерния период Унгария е разделена на три части – Кралска Унгария, Трансилвания и Османска Унгария – поради разширяването на Османската империя през 70-те години на 16 век. Князете на Трансилвания подкрепят борбата на благородниците срещу кралството на Хабсбургите в Унгария, но пречат на трансилванските благородници да оспорят авторитета им. Превръщането в благородници на цели групи хора не е било необичайно през 17 век. След като парламента е разделен на две камари в Кралска Унгария през 1608 г., благородниците с наследствена титла стават част от Горната камара, а други благородници отиват в Долната камара.
Повечето части от средновековна Унгария са интегрирани в Хабсбургската монархия през 90-те години на 17 век. Монарсите потвърждаваат няколко пъти привилегиите на благородниците, но опитите им да укрепят кралската власт редовно ги довеждат до конфликти с благородниците, които съставлявали около четири и половина процента от обществото. Реформистките благородници настояват за премахване на привилегиите от 90-те години на 18 век, но програмата им е въведена едва по време на Унгарската революция от 1848 г. Повечето благородници губят именията си след освобождаването на своите крепостни селяни, но аристократите запазват своя отличаващ ги социален статус. Държавната администрация наема хиляди обеднели благородници в Австро-Унгария. Изтъкнати (главно еврейски) банкери и индустриалци получават благородническа титла, но социалният им статус остава по-нисък от този на традиционните аристократи. Благородническите титли са премахнати едва през 1947 г., месеци след като Унгария е провъзгласена за република.

## Произход
Маджарците (или унгарците) живеят в Понтийско-каспийската степ, когато за първи път се появяват в писмени източници от средата на 9 век. Мюсюлманските търговци ги описват като богати номадски воини, но също така забелязват, че маджарите имат обширни обработваеми земи. Големи групи маджари прекосяват Карпатите, след като печенегите нахлуват в земите им през 894 или 895 г. Те се заселват в низините по Средния Дунав, унищожават Моравия и разбиват баварците през 900-те. Словашки историци пишат за най-малко три унгарски благородни рода, които произхождат от моравски аристократи. Историците, които казват, че власите (или румънците) вече са присъствали в Карпатския басейн в края на 9-ти век, предполагат, че влашките князе (или вождовете) също оцеляват след унгарското завоевание. Нито една от двете теории за приемствеността не е общоприета.
Около 950 г. Константин VII Багренородни записва, че унгарците са организирани в племена и всяко има свой „княз“. Водачите на племената най-вероятно са носили заглавието úr, както се предполага от унгарските термини – ország (сега „царство“) и uralkodni („да управляваш“) – произлизащи от това съществително. Багренородни отбеляза, че маджарите говорят както унгарски, така и „езика на хазарите“, показвайки, че техните водачи са били двуезични.
Археологическите проучвания разкриват, че повечето селища включват малки ями и дървени колиби през 10-ти век, но литературни източници споменават, че шатрите все още са били в употреба през 12-ти век. Няма археологически находки, свидетелстващи за крепости в Карпатския басейн през 10-ти век, но крепостите са били рядкост и в Западна Европа през същия период. По-голяма дървена кабина – с размери пет на пет метра, която е построена върху основи от камъни в Боршод, е определена като жилище на местния лидер.
Повече от 1000 гроба, съдържащи саби, глави на стрели и кости на коне, показват, че конните воини са образували значителна група през 10 век. Унгарците с най-висок ранг са погребвани или в големи гробища (където стотици гробове на мъже, погребани без оръжие, заобикалят местата им за погребение), или в малки гробища с 25 – 30 гроба. Погребенията на богатите воини съдържат богато украсени конски сбруи и ташки, украсени с плочи от благородни метали. Богатите женски гробове съдържали украшения за плитки и пръстени от сребро или злато и украсени със скъпоценни камъни. Най-широко разпространените декоративни мотиви, които могат да се разглеждат като племенни тотеми – грифон, вълк и кошута – рядко се прилагат в унгарската хералдика през следващите векове. Пораженията по време на унгарските нашествия в Европа и сблъсъците с първостепенните владетели от династията Арпад унищожават водещите фамилии до края на 10 век. Gesta Hungarorum, която е написана около 1200 г., твърди, че десетки благородни родове, процъфтяващи в края на 12 век, са произлезли от племенни водачи, но повечето съвременни учени не смятат този списък за надежден източник.

## Средновековие

### Развитие
Стефан I Унгарски, който е коронясан за първи крал на Унгария през 1000 или 1001 г., побеждава последните съпротивляващи се племенни князе. Земни крепости са построени в цялото кралство и повечето от тях са се превърнали в центрове на кралска администрация. Около 30 административни единици, известни като комитати са създадени преди 1040 г.; през следващите векове са организирани повече от 40 нови комитата. Кралски чиновник, ишпанът, чиято служба не е наследствена, оглавява всеки комитат. Кралският двор предоставя допълнителни възможности за кариера. Всъщност, както отбелязва Мартин Ради, „кралското домакинство беше най-големият доставчик на щедрост в кралството“, където кралското семейство притежава повече от две трети от всички земи. Палатинът – главата на кралското домакинство – е най-високопоставеният кралски чиновник.
Кралете назначават свои служители от членовете на около 110 аристократични рода. Тези аристократи произхождат или от местни (т.е. маджарски, кабарски, печенежки или славянски) князе, или от чуждестранни рицари, мигрирали в страната през 11 и 12 век. Чуждестранните рицари са обучени в западноевропейското военно изкуство, което е допринесло за развитието на тежка конница. Техните потомци са наричани новодошли в продължение на векове, но бракосъчетанието между местните и новодошлите не са рядкост, което допринася за тяхната интеграция. Монарсите провеждат експанзионистична политика от края на 11 век. Ласло I превзема Славония – равнините между река Драва и Динарските Алпи – през 90-те години на 11 век. Неговият наследник Калман Книжник е коронясан за хърватски крал през 1102 г. И двете кралства запазват собствените си обичаи и унгарците рядко получават безвъзмездни помощи в Хърватия. Според обичайното право хърватите не могат да бъдат задължени да преминават река Драва, за да се бият в кралската армия за своя сметка.
Най-ранните закони упълномощават собствениците на земи да се разпореждат свободно с частните си имоти, но обичайното право предписва, че наследените земи могат да се прехвърлят само със съгласието на роднините на собственика, които могат да ги наследят. От началото на 12 век само семейни земи, проследими до дарение, дадено от Стефан I, могат да бъдат наследявани от далечните роднини на починалия собственик; други имения могат да станат собственост на короната, ако собственикът им няма потомство и братя. Аристократичните семейства поддържат наследствените си земи общи в продължение на поколения до 13 век. След това разделянето на наследствено имущество става стандартна практика. Дори семейства, произлезли от богати родове, биха могли да обеднеят чрез редовното разделяне на техните имоти.
Средновековните документи споменават основната единица на организацията на имението като предий или алодий. Предиум е парче земя (или цяло село, или част от него) с добре маркирани граници. Владенията на повечето богати земевладелци се състоят от разпръснати такива парчета земя в няколко села. Поради недостига на документални доказателства, размерът на личните земи не може да бъде определен. Потомците на Ото Дьор остават заможни земевладелци, дори след като той дарява 360 домакинства на новосъздаденото абатство Желичзентякаб през 1061 г. Създаването на манастири от богати хора е било обичайно. Такива собствени манастири служат като места за погребение на техните основатели и потомците на основателите, които се считат за съсобственици, или от 13-ти век, съпокровители на манастира. Улф идентифицира малките Мот и бейли, построени върху изкуствени могили и защитени от канал с вода и палисада, появили се през 12 век като центрове на частни имения. Несвободните селяни обработват част от предиума, но други парцели са отдадени под наем срещу парични данъци.
Терминът „благородник“ е бил рядко използван и слабо дефиниран преди 13 век: той може да се отнася до придворен служител, земевладелец със съдебни правомощия или дори до обикновен воин. Съществуването на разнообразна група воини, които са били подчинени на монарха, кралските чиновници или прелатите, е добре документирано. Войните от замъци, които са освободени от данъци, притежават наследствени поземлени имоти около кралските замъци. Леки бронирани конници, известни като lövős (или стрелци), и въоръжени хора от замъка, споменати като őrs (или пазачи), защитават пограничните територии.

### Златните були
Официалните документи от края на 12 век само споменават придворните сановници и ишпани като благородници. Аристократите са възприели повечето елементи на рицарската култура. Те редовно кръщават децата си на Парис от Троя, Хектор, Тристан, Ланселот и други герои от западноевропейски рицарски романи. Първите турнири се провеждат по същото време.
Редовното отчуждаване на царските имоти е добре документирано от 70-те години на 12 век. Монарсите предоставят имунитети, освобождавайки именията на получателя от юрисдикцията на ишпаните или дори отказвайки се от събраните там кралски приходи. Бела III е първият унгарски монарх, който раздава цял комитат на благородник: той предоставя Модрус в Хърватия на Бартол през 1193 г., като последния трябва да доставя воини за кралската армия. Синът на Бела, Андраш II, решава да „промени условията“ на своето царство и „да разпредели замъци, комитати, земи и други приходи“ на своите служители, както е описано в негов документ през 1217 г. Вместо да предостави именията като феод, със задължение за предоставяне на бъдещи услуги, той ги предоставя като алод, като награда за предишните действия на получателя. Великите офицери, които са основните получатели на неговите дарения са споменати като барони на кралството от края на първото десетилетия на 13 век.
Дарения от такъв мащаб ускоряват развитието на богата група земевладелци, повечето произхождащи от високопоставени родове. Някои богати земевладелци могат да си позволят да строят каменни замъци през 20-те години на 13 век. Близкородствените аристократи се разграничават от останалите родове чрез препратка към техния (действителен или предполагаем) общ прародител с думите de genere („от рода“). Семейства, произхождащи от един и същи род, приемат подобни отличителни знаци. Авторът на Gesta Hungarorum описва родословия и подчертава, че те никога не могат да бъдат изключени от „честта на кралството“,т.е. държавна администрация.
Новите собственици на прехвърлените кралски владения искат да подчинят свободните хора, крепостни рицари и други привилегировани групи от хора, живеещи в или около техните владения. Заплашените групи искат да получат потвърждение на статута си на кралски слуги, подчертавайки, че те трябва да служат само на краля. Бела III издава първата съществуваща кралска харта за даването на този ранг на крепостен рицар. Златната була на Андраш II от 1222 г. дава привилегии на кралските слуги. Те са освободени от данъчно облагане; те трябва да се бият в кралската армия без подходяща компенсация само ако вражеските сили нахлуят в кралството; само монархът или палатинът можеха да разглеждат делата им; и арестът им без присъда е забранен. Според Златната була само кралски слуги, умрели без син, могат свободно да завещават именията си, но дори и в този случай дъщерите им имат право на четвъртинката на дъщерите. Последният член на Златната була упълномощава епископите, бароните и другите благородници да се противопоставят на монарха, ако той пренебрегне нейните разпоредби. Повечето разпоредби на Златната була са потвърдени за първи път през 1231 г.
Ясното определяне на свободите на кралските слуги ги отличава от всички останали привилегировани групи, чиито военни задължения остават теоретично неограничени. От 20-те години на 13 век кралските слуги редовно се наричат благородници и започват да развиват свои собствени институции на ниво комитат. През 1232 г. кралските служители на комитата Зала искат от Андраш II да ги упълномощи „да съдят и да раздават справедливост“, заявявайки, че комитата е изпаднал в анархия. Царят изпълнява молбата им и Вартоломей, епископ на Веспрем, съдил пред тяхната общност за имоти един Бан Огуз . „Общността на царските слуги на Зала“ се смяташе за юридическо лице със собствен печат.
Първото монголско нашествие в Унгария през 1241 и 1242 г. доказва значението на добре укрепените места и силно бронираната конница. През следващите десетилетия Бела IV раздава големи парцели от кралските владения, очаквайки, че новите собственици ще построят там каменни замъци. Натоварващата програма за изграждане на замъци на Бела не се оказва популярна, но той постига целта си: почти 70 замъка са построени или реконструирани по време на управлението му. Повече от половината от новите или реконструирани замъци са владения на благородници. Повечето нови замъци са издигнати на скалисти върхове, главно по западната и северната граница. Разпространението на каменни замъци дълбоко променя структурата на земевладението, тъй като замъците не могат да се поддържат без подходящи доходи. Земите и селата са законно прикрепени към всеки замък, а замъците след това винаги са се прехвърляли и наследявали заедно с тези „принадлежности“.
Кралските слуги са законно определени като благородници през 1267 г. Същата година „благородниците от цяла Унгария, наречени кралски слуги“, убеждават Бела IV и сина му Ищван V да проведат събрание и да потвърдят техните колективни привилегии. Други групи, притежатели на земи, които са воини също биха могли да бъдат наречени благородници, но те винаги се отличават от истинските благородници. Влашките благородници, наречени князе, които са получили собственост в Северинския банат са задължени да се бият в армията на бана (или кралския управител). Благородниците от Турополе в Славония са длъжни да осигуряват храна и фураж на високопоставени царски чиновници. Секелите и саксонците твърдо защитават своите общи свободи, което пречи на лидерите им да упражняват привилегиите си на аристократици в териториите на Секели и саксонци в Трансилвания.
Повечето благороднически семейства не успяват да възприемат стратегия за избягване на разделянето на наследствените си имоти на малки парцели през поколенията Дъщерите могат да изискват само паричната равностойност на четвъртината от именията на баща им, но по-малките синове рядко остават неженени. Обеднелите благородници имат малък шанс да получат гаранции за земите си от кралете, тъй като те не биха били в състояние да участват във военните кампании на монарсите, но обикновените хора, които смело се бият в кралската армия, редовно се получават статут на благородници.

### Самоуправление и олигарси
Историкът Ерик Фюгеди отбелязва, че „замъкът отглежда замък“ през втората половина на 13 век: ако собственик на земя издигне крепост, съседите му също ще построят такава, за да защитават собствените си земи. Между 1271 и 1320 г. благородници или прелати построяват поне 155 нови крепости, а само около дузина замъци са издигнати в кралските владения. Повечето замъци се състоят от кула, заобиколена от укрепен двор, но кулата може да бъде вградена и в стените. Благородници, които не са могли да издигнат крепости, са били принуждавани от време на време да изоставят наследствените си имоти или да търсят закрилата на по-могъщи господари, дори чрез отказ от свободите си.
Господарите на замъците трябва да наемат професионален персонал за отбраната на замъка и управлението на всички дейности в него. Те назначават предимно благородници, които държали близките имения, което дало началото на развитието на нова институция, известна като familiitas. Familiaris (човек, смятан за част от семейството, но изпълняващ професионални задачи) е благородник, който е влязъл в служба на по-богат земевладелец в замяна на фиксирана заплата или част от приходите, или по-рядко за собствеността или право на ползване на парче земя.
Монарсите полагат клетва при коронясването си, което включва обещание да се зачитат свободите на благородниците, постановени през 70-те години на 13 век. Комитатите постепенно се трансформират в институция на местната автономия на благородниците. Благородниците редовно обсъждат местните въпроси на общите събрания на комитатите. Седриите (комитатските съдилища) стават важни елементи в правораздаването. Те са оглавявани от ишпаните или техните заместници, но се състоят от четирима (в Славония и Трансилвания от двама) избрани местни благородници, известни като съдии на благородниците.
В началото на 70-те години на 13 век Унгария изпада в състояние на анархия поради непълнолетието на Ласло IV. За да възстановят обществения ред, прелатите свикват бароните и делегатите на благородниците и куманите на общо събрание край Пеща през 1277 г. Това първо събрание на Унгария обявява монарха за пълнолетен. В началото на 80-те години на 13 век Шимон от Кеза свързва унгарската нация с аристокрацията в своите Дела на Унгарците, подчертавайки, че общността на благородниците притежава истинска власт.
Бароните се възползват от отслабването на кралската власт и завземат големи съседни територии. Монарсите вече не могат да назначават и освобождават своите служители по свое желание. Най-могъщите барони – известни като олигарси в съвременната историография – си присвояват кралските прерогативи, съчетавайки личното управление с техните административни правомощия. Когато Андраш III, последният мъж от династията Арпад, умира през 1301 г., около дузина лордове властват над по-голямата част от кралството. Например Матуш Чак управлява повече от дузина комитати в северозападна Унгария, Ладислав III Кан е истинския владетел на Трансилвания, а Павел I Шубич управлява Хърватия и Далмация.

### Епохата на Анжуйците
Праплеменникът на Ласло IV Карл Роберт, който е потомък на Анжуйската династия на Капетингите, възстановява кралската власт през 10-те и 20-те години на 14 век. Той завладява замъците на олигарсите, което отново осигурява превес на кралските владения. Той отхвърля Златната була от 1318 г. и твърди, че благородниците трябва да се бият в армията му за своя сметка. Игнорира обичайното право и редовно дава статут на синове на дъщерите на благородниците, като им предоставя правото да наследяват именията на бащите си. Кралят реорганизира кралското домакинство, назначавайки пажове и рицари, за да формира постоянната си свита. Той създава Орден „Свети Георги“, който е първият рицарски орден в Европа. Карл Роберт е първият унгарски монарх, който дава гербове (или по-скоро нашлемници) на своите поданици. Той основава кралската си администрация на почести (или феоди), разпределяйки повечето комитати и кралски замъци сред най-високопоставените си служители. Тези „барони“, както Матео Вилани ги описва около 1350 г., не са „нито наследствени, нито за целия живот“, но Карл рядко уволнява най-доверените си барони. Всеки барон е длъжен да държи свой собствен въоръжен отряд, отличаващ се със собственото си знаме.
През 1351 г. синът и наследник на Карл, Лайош I Велики, потвърждава всички разпоредби на Златната була, с изключение на тази, която упълномощава бездетни благородници свободно да завещават своите имения. Вместо това той въвежда система за отчуждаване, като предписва, че земята на бездетните благородници „трябва да се дава на братята, братовчедите и роднините им“. Лайош I Велики подчертава, че всички благородници се радват на „една и същата свобода“ в неговите земи и осигурява всички привилегии, които благородниците притежават в Унгария на тези в Славония и Трансилвания. Той възнаграждава десетки влашки князове и войводи с истинско благородство за военни заслуги. Повечето от тях предпочитат славянски имена дори и през XIV век, показвайки, че говорят местния славянски народен език. Лайош постановява, че само католически благородници и князе могат да държат поземлена собственост в областта Карансебея (сега Карансебеш в Румъния) през 1366 г., но православните земевладелци не са принудени да приемат католицизма в други територии на кралството. Дори католическият епископ на Варад (сега Орадя в Румъния) е разрешил на своите влашки войводи да наемат православни свещеници. През 1366 г. кралят предоставя област Фогарас (около днешния Фъгъраш в Румъния) на Владислав I от Влашко като феод. В новото си владение Владислав I дарява имения на влашки боляри; правният им статут е подобен на положението на князовете в други региони на Унгария.
Кралските харти обикновено споменават за благородници и земевладелци от втората половина на 14 век. Човек, който живее в собствената си къща в собствените си имоти, е описан като живеещ „по пътя на благородниците“, за разлика от тези, които не притежават поземлен имот и живеят „по пътя на селяните“. Решение от 1346 г. обявява, че благородна жена, която е била омъжена за обикновен гражданин, трябва да получи наследството си „под формата на имение, за да запази благородството на потомците, родени от неблагоприятния брак“. Съпругът ѝ също е смятан за благородник – благородник по силата съпругата си – според местните обичаи на определени окръзи.
Правното положение на селяните е било стандартизирано в почти цялото кралство до 50-те години на 14 век. Свободните селяни, които наемат земя трябва да плащат сеньориални данъци, но рядко са задължавани да работят на ангария. През 1351 г. кралят заповядна да се събере деветият – данък, платим на собствениците на земя – от всички свободни селяни, като по този начин пречи на собствениците на земя да предлагат по-ниски данъци, за да убедят наемателите да се преместят от земите на други господари в техните имения. През 1328 г. всички собственици на земя са упълномощени да раздават правосъдие в своите имения „във всички случаи, с изключение на случаи на кражба, грабеж, нападение или палеж“. Кралете започнват да предоставят на благородниците правото да екзекутират или осакатяват престъпници, които са заловени в техните имения.

### Новопоявяващи се владения
Кралската власт бързо намалява след смъртта на Лайош I през 1382 г. Неговият зет, Сигизмунд Люксембургски, влиза във формална лига с аристократите, които са го избрали за крал в началото на 1387 г. Той трябва да раздаде повече от половината от 150-те кралски замъка на своите поддръжници, преди да успее да засили авторитета си в началото на 15 век. Любимците му са чужденци, но стари унгарски фамилии също се възползват от неговото великодушие. Най-богатите благородници, известни като магнати, построяват удобни замъци в провинцията, които се превърнали във важни центрове на обществения живот. Тези укрепени имения винаги са съдържали зала за представителни цели и частен параклис. Сигизмунд редовно кани магнатите в кралския съвет, дори ако те не заемат по-високи длъжности. Сигизмунд основава нов рицарски орден, Орденът на дракона, през 1408 г., за да награди най-верните си поддръжници.
Разширяването на Османската империя достига южните граници на Унгария 90-те години на 14 век. Големият антиосмански кръстоносен поход завършва с катастрофално поражение при Никопол през 1396 г. На следващата година Сигизмунд проведе събиране в Темешвар (сега Тимишоара в Румъния) за укрепване на отбранителната система. Той потвърждава Златната була, но без двете разпоредби, които ограничават военните задължения на благородниците и установяват правото им да се противопоставят на монарсите. Събирането още задължава всички земевладелци да оборудват по един стрелец за 20 селски парцела в техните владения, за да служат в кралската армия. Сигизмунд отпуска големи имения на съседни православни владетели в Унгария (Мирча Стари е награден с Фогарас, Стефан Лазаревич получава повече от дузина замъци), за да си осигури техния съюз. Те основават православни манастири в своите имения.
Зетят на Сигизмунд, Албрехт II (Германия), е избран за крал в началото на 1438 г., но едва след като обещава винаги да взема важни решения със съгласието на кралския съвет. След смъртта му през 1439 г. избухва гражданска война между поддръжниците на сина му Владислав Посмъртни и поддръжниците на Владислав III. Владислав Посмъртни е коронован с короната на свети Стефан, но парламента обявява коронацията за невалидна. Владислав загива в борбата с османците по време на кръстоносния поход на Варна през 1444 г. и парламента избира седем главни капитани, които да управляват кралството.Талантливият военен командир Янош Хуняди е избран за единствен регент през 1446 г.
Парламента се превръща от консултативен орган във важен законодателен институт през 40-те години на 15 век. Магнатите винаги са канени да присъстват лично в него. По-дребните благородници също имат право да присъстват на събранието, но в повечето случаи са представени от делегати. Делегатите на благородниците почти винаги са били familiares на магнатите.

### Появата на наследствените титли иТрипартитума
Хуняди е първият благородник, получил наследствена титла от унгарски монарх. Владислав Посмъртни му предоставя саксонската област Бистриц (сега Бистрица в Румъния) с наследствен граф през 1453 г. Синът на Хуняди, Матяш Корвин, който е избран за крал през 1458 г., награждава други благородници със същата титла. Наследникът на Корвин, Уласло II и синът на Уласло, Лайош II, официално започват да награждават важни лица от своето правителство с наследствената титла барон.
Различията в богатството на благородниците се увеличават през втората половина на 15 век. Около 30 семейства притежават повече от четвърт от територията на кралството, когато Корвин умира през 1490 г. Средностатистическия магнат държи около 50 села, но редовното разделяне на наследените поземлени имоти може да доведе до обедняване на аристократичните семейства (Стефан Банфи от Лосонц притежава 68 села през 1459 г., но същите села са разделени от неговите 14 наследника през 1526 г.). Стратегиите, прилагани за избягване на това са семейно планиране и безбрачие, водят до изчезването на повечето аристократични семейства само след няколко поколения. (От 36 най-богати фамилии в края на 30-те години на 15 век, до 1490 г. оцеляват само 27 и само 8 до 1570 г.) Една десета от всички земи в кралството са притежание на около 55 богати благороднически семейства. Други благородници държат почти една трета от земите, но тази група включвала 12 – 13 000 селяни-благородници, които притежавали един парцел (или част от него) и нямат наематели. Парламентите редовно принуждават селяните-благородници да плащат данък върху своите парцели.
Парламентът нарежда съставянето на компилация от документи обичайно право през 1498 г. Ищван Вербочи изпълнява задачата, представяйки книга на закона на диетата (парламента) през 1514 г. Неговият Tripartitum – Обичайното право на прочутото Унгарско кралство в три части – никога не е бил приет, но с него се консултират в съдебните съдилища в продължение на векове. Той обобщава основните привилегии на благородниците в четири точки: благородниците са подчинени само на властта на монарха и могат да бъдат арестувани само при надлежен съдебен процес; освен това те са освободени от всички данъци и имат право да се противопоставят на краля, ако той се опита да се намеси в техните привилегии. Вербочи също намеква, че Унгария всъщност е република на благородници, оглавявана от монарх, заявявайки, че всички благородници „са членове на Светата корона“ на Унгария. Съвсем анахронично той подчертава идеята за юридическото равенство на всички благородници, но трябва да признае, че висшите служители на кралството, които той споменава като „истински барони“, са с различен правен статут спрямо другите благородници. Той също споменава за съществуването на отделна група, които са били барони „само по име“, но без да уточнява техния особен статут.
Трипартитумът разглежда родството като основна единица на благородството. Благороден баща-аристократ упражнява почти автократична власт над синовете си, защото може да ги затвори или да ги предложи като заложник за себе си. Неговата власт приключва само ако той раздели именията си със синовете си, но разделението рядко можеше да бъде принудително. „Предателството на братска кръв" (т.е. „измамно, хитро и измамно ... отнемане на наследството" на роднина) е тежко престъпление, което се наказва със загуба на почести и конфискация на цялото имущество. Въпреки че Трипартитумът не го споменава изрично, съпругата на благородник също се подчинява на неговата власт. Тя получава своята зестра от съпруга си при сключването на брака им. Ако съпругът ѝ умре, тя наследи най-добрите му коне и дрехи.
Търсенето на храни бързо нараства в Западна Европа през 90-те години на 15 век. Притежателите на земя искат да се възползват от нарастващите цени. Те изискват ангария от своите селяни наематели и започнаха да събират сеньориални данъци в натура. Диетите приемат укази, които ограничават правото на селяните на свободно движение и увеличават бремето им. Оплакванията на селяните неочаквано завършват с бунт през май 1514 г. Бунтовниците пленяват имения и убиват десетки благородници, особено в Голямата унгарска равнина. На 15 юли войската на трансилванския войвода Янош Заполски унищожава основната им армия при Темешвар. Дьорд Доза и други ръководители на селската война са измъчвани и екзекутирани, но повечето бунтовници получават помилване. Диетата наказва селяните като група, като ги обрича на вечно робство и ги лишава от правото на свободно движение. Диетата постановява и задължението на крепостните селяни да осигуряват еднодневна ангария за своите господари всяка седмица.

## Модерното време

### Тристранна Унгария
Османците унищожават кралската армия в битката при Мохач. Лайош II умира, бягайки от бойното поле и двама претенденти за трона Янош Заполски и Фердинанд I са избрани за крале. Фердинанд се опита отново да обедини Унгария след смъртта на Заполски през 1540 г., но османският султан Сюлейман I се намесва и превзема Буда през 1541. Султанът позволява на вдовицата на Заполски, Изабела Ягелонска, да управлява земите на изток от река Тиса от името на малкия ѝ син Янош II Заполски в замяна на годишен данък. Неговото решение разделя Унгария на три части: османците окупират централните ѝ територии; Източноунгарското кралство остава на Янош II Заполски, а впоследствие се превръща в автономно княжество Трансилвания; а Хабсбургските монарси запазват северните и западните територии (известно като Кралска Унгария).
Повечето благородници бягат от централните райони към неокупираните територии. Селяните, които живеят по границите, плащат данъци както на османците, така и на техните бивши господари. Обикновените хора са набирани, за да служат в кралската армия или в свитата на магнатите, за да заместят благородниците, загинали по време на битки. Нередовните пехотинци (хайдуци) – главно избягали крепостни селяни и обезвладени благородници – стават важни елементи на отбранителните сили. Ищван Бочкаи, принц на Трансилвания, заселва 10 000 хайдука в седем села и ги освобождава от данъчно облагане през 1605 г., което е „най-голямото колективно даване на благороднически титли“ в историята на Унгария.
Благородниците образуват една от трите нации (или части на кралството) в Трансилвания, но рядко имат възможност да оспорват властта на принцовете. В кралска Унгария магнатите успешно защитават благородническите си привилегии, защото техните обширни владения са почти напълно освободени от властта на кралските чиновници. През 40-те години на 16 век техните имения са укрепени по „унгарски начин“ (със стени от пръст и дървен материал). Унгарските благородници също могат да разчитат на подкрепата на трансилванските князе срещу хабсбургските монарси. Междунационалните бракове между австрийски, чешки и унгарски аристократи [бележка 12] водят до развитието на „наднационална аристокрация“ в Хабсбургската монархия. Чуждестранните аристократи редовно получават унгарско гражданство, а унгарските благородници често са натурализирани в другите сфери на Хабсбургите.Хабсбургските крале награждавали най-могъщите магнати с наследствени титли от 30-те години на 16 век нататък.
Аристократите подкрепят разпространението на Реформацията. Повечето благородници се придържат към лутеранството в западните райони на Кралска Унгария, но калвинизмът е доминиращата религия в Трансилвания и други региони. Янош II Заполски дори пропагандира антитринитарни възгледи, но повечето унитарни благородници загиват в битки в началото на 17 век. Хабсбургите остават твърди поддръжници на Контрареформацията и най-видните аристократични семейства приемат католицизма в Кралска Унгария през 30-те години на 17 век. Калвинистките князе на Трансилвания подкрепят своите едноверци. Габриел Бетлен дава благороднически титли на всички калвинистки пастори.
Както кралете, така и трансилванските князе редовно дават титли на обикновените хора, без да им предоставят поземлена собственост. Юриспруденцията обаче поддържа, че само тези, които притежават земя, обработвана от крепостни селяни, могат да се считат за пълноправни благородници. Армалистите – благородници, които притежават грамота за благородническа титла, но нито един парцел земя – и селяните-благородници продължават да плащат данъци, за което са били известни общо като данъчна аристокрация. Благородническата титла може да бъде закупена от кралете, които винаги са се нуждаели от средства. Земеделците също се възползват от даването на титли на своите крепостни селяни, защото могат да поискат пари, за да дадат съгласието си.
През 1608 г. парламента официално се разделя на две камари в Кралска Унгария. Всички възрастни мъже от благородническите семейства с титла влизат в Горната камара. По-дребните благородници избират двама или трима делегати на общите събрания на комитатите, за да ги представляват в Долната камара. Хърватските и славонските магнати също имат място в Горната камара, а съборът (или събранието) на Хърватия и Славония изпращат делегати в Долната камара.

### Освобождение и война за независимост
Войски от Свещената Римска империя и Жечпосполита нанасят съкрушително поражение на османците при Виена през 1683. г. Османците са прогонени от Буда през 1686 г. Михай I Апафи, князът на Трансилвания, признава сюзеренитета на император Леополд I (който също е крал на Унгария) през 1687 г. Благодарен за освобождението на Буда, парламента отменя правото на благородниците да се противопоставят на монарха за защита на техните свободи. Леополд потвърждава привилегиите на Трансилванските владения (Diploma Leopoldinum) през 1690 г.
През 1688 г. парламента упълномощава аристократите да създадат специален тръст, известен като фидеикомис, с кралско съгласие, за да се предотврати разпределението на поземленото им богатство между техните потомци. В съответствие с традиционната концепция за aviticitas, наследствените имоти не могат да бъдат обект на тръста.
Османците признават загубата на централна Унгария през 1699 г. с Карловицкия договор Леополд създава специален комитет, който да разпределя земите в завладените територии. Потомците на благородниците, които са имали имения там преди османското завоевание, са били длъжни да предоставят документални доказателства, за да обосноват своите претенции земите на техните прародители. Дори да са можели да представят документи, те трябва да платят такса – една десета от стойността на претендираното имущество – като компенсация за разходите по освободителната война. Малко благородници успяват да отговорят на критериите и повече от половината от възстановените земи са разпределени между чужденци. Те са натурализирани, но повечето от тях никога не са посещавали Унгария.
Администрацията на Хабсбургите удвоява размера на данъците, които трябва да се събират в Унгария и иска почти една трета от данъците (1,25 милиона флорина) от духовенството и благородството. Палатинът, принц Пол Естерхази, убеждава монарха да намали данъчната тежест на благородниците до 0,25 милиона флорина, но разликата трябва да бъде платена от селяните. Леополд не вярва на унгарците, тъй като през 70-те години на 17 век група магнати се наговарят срещу него (Конспирация на магнатите). Наемници заменят унгарските гарнизони и те често ограбват провинцията. Монархът също така подкрепя опитите на кардинал Леополд Карл фон Колонич да ограничи правата на протестантите. Десетки хиляди католически германци и православни сърби са заселени в отвоюваните територии.
Избухването на Войната за испанско наследство дава възможност на недоволните унгарци да се изправят срещу Леополд. Те приемат един от най-богатите аристократи, принц Ференц II Ракоци за техен водач. Войната за независимост на Ракоци продължава от 1703 до 1711 г. Въпреки че бунтовниците са принудени да отстъпят, Договорът от Сатмар дава обща амнистия за тях и новият хабсбургски монарх Карл VI обещава да спазва привилегиите на именията на царството.

### Сътрудничество, абсолютизъм и реформи
Карл VI отново потвърждава привилегиите на именията на „Унгарското кралство и частите, кралствата и провинциите, присъединени към него“ през 1723 г. в замяна на приемането на Прагматическата санкция, която установява правото на дъщерите му да го наследят. Монтескьо, който посещава Унгария през 1728 г., разглежда отношенията между краля и парламента като добър пример за разделение на властите. Магнатите почти монополизират най-висшите длъжности, но както унгарската придворна канцелария – върховният орган на кралската администрация, така и Лейтенантски съвет – най-важната административна служба – наемаха по-малко благородници. На практика протестантите са изключени от публични длъжности след кралския указ Carolina Resolutio, задължаващ всички кандидати да положат клетва пред Дева Мария.
Мирът от Сатмар и Прагматическата санкция поддържат, че унгарската нация се състои от привилегированите групи, независимо от етническата им принадлежност,, но първите дебати по етническа линия се случват в началото на 18 век. Юристът Михали Бенчик твърди, че бюргерите от Тренчен (сега Тренчин в Словакия) не трябва да изпращат делегати в парламента, тъй като техните предци са били принудени да се подчинят на завоевателните маджари през 890 г. Свещеникът Ян Б. Магин написва отговор, аргументирайки се, че етническите словаци и унгарци трябва да се ползват със същите права. В Трансилвания епископ на Румънската гръко-католическа църква, барон Инокентий Мику-Клайн, поиска признаването на румънците като четвъртата нация.
Мария Терезия наследява Карл VI през 1740 г., което дава началото на войната за австрийското наследство. Благородниците-делегати предлагат „живота и кръвта“ си за новия си „крал“ и обявяването на обща военна повинност на аристокрацията е от решаващо значение в началото на войната. Благодарна за подкрепата им, Мария Терезия укрепва връзките между унгарската аристокрация и монарха. Тя създава Терезианската академия и Кралската унгарска гвардия за млади унгарски благородници. И двете институции позволяват разпространението на идеите на Просвещението. Масонството също става популярно, особено сред магнатите.
Културните различия между магнатите и по-дребните благородници нарастват. Магнатите възприемат начина на живот на имперската аристокрация, като се движат между летните си дворци във Виена и новопостроените си прекрасни резиденции в Унгария. Принц Миклош Естерхази наема Йозеф Хайдн; Граф Янош Фекете, яростен защитник на привилегиите на аристократите, бомбардира Волтер с писма и дилетантски стихотворения; Граф Миклош Палфи предлага да се облагат благородниците, за да се финансира постоянна армия. Повечето благородници обаче не желаят да се откажат от своите привилегии. По-дребните благородници също настояват да живеят по традиционния си начин на живот и обитават прости къщи, направени от дървен материал или опакована глина.
Мария Терезия не е свиквала парламенти след 1764 г. Тя регулира отношенията между собствениците на земя и техните крепостни селяни с кралски указ от 1767 г. Нейният син и наследник Йозеф II, никога не е коронясан, тъй като е иска да избегне клетвата по време на коронацията. Той въвежда реформи, които явно противоречат на местните обичаи. Заменя комитатите с области и назначава кралски чиновници, които да ги администрират. Също така премахва крепостничеството, осигурявайки право на всички селяни на свободно движение. Това прави след бунта на румънските селяни в Трансилвания. Йозеф II нарежда първото преброяване на населението в Унгария през 1784 г. Според неговите записи благородничеството съставлявало около четири и половина процента от мъжкото население в земите на унгарската корона (с 155 519 благородници в самата Унгария и 42 098 благородници в Трансилвания, Хърватия и Славония). Делът на благородниците е значително по-висок (6 – 16 процента) в североизточните и източните области и по-малък (три процента) в Хърватия и Славония. Бедните благородници, на които се подиграват като ги „благородници от седемте сливи“ или „благородници, обути в сандали“, съставляват почти 90% от аристокрацията. Предишни изследвания на аристокрацията показват, че повече от половината от знатните фамилии са получили титлата си след 1550 г.
Няколко реформаторски настроени благородници посрещнат новините за Френската революция с ентусиазъм. Йозеф Хайноци превежда Декларацията за правата на човека и гражданина на латински, а Янош Лацкович публикува нейния унгарски превод. За да успокои унгарското благородничество, Йозеф II отменя почти всички свои реформи на смъртното си легло през 1790 г. Неговият наследник, Леополд II, свиква парламента и потвърждава свободите на именията на царството, като подчертава, че Унгария е „свободна и независима“ област, управлявана от собствените си закони. Новините за якобинския терор във Франция засилват кралската власт. Хайноци и други радикални (или „якобински“) благородници, които дискутират възможността за премахване на всички привилегии са заловени и екзекутирани или затворени през 1795 г. Местните парламенти гласуват данъците и наемането на нови войски, които наследникът на Леополд, Франц II, изисква между 1792 и 1811 г.
Последната всеобща военна повинност на аристокрацията е обявена през 1809 г., но Наполеон I лесно побеждава войските им край Дьор. Селскостопанският разцвет насърчава собствениците на земи да заемат пари и да купуват нови имоти или да създават мелници по време на войната, но повечето от тях фалират след възстановяването на мира през 1814 г. Концепцията за aviticitas възпрепятства както кредиторите да събират парите си, така и длъжниците да продават своите имоти. Радикалните благородници имат решаваща роля в реформаторските движения в началото на 19 век. Гергей Бежевици приписва изостаналостта на местната икономика на крепостничеството на селяните, което съществува около 1800 г. Ференц Казинци и Янош Бачани инициират езикова реформа, страхувайки се от изчезването на унгарския език. Поетът Шандор Петьофи, който е обикновен човек, се подиграва на консервативните благородници в поемата си „Маджарският благородник“, описвайки тяхната анахронична гордост и празния им начин на живот.
От 20-те години на 19 век ново поколение реформистки настроени благородници доминират в политическия живот. Граф Ищван Сечени иска да премахне ангарията на крепостните селяни и системата за отчуждаване, заявявайки, че „Ние, заможните земевладелци сме основните пречки за напредъка и по-голямото развитие на нашето отечество“. Той създава клубове в Пресбург и Пеща и насърчава конни надбягвания, защото иска да насърчи редовните срещи на магнати, по-дребни благородници и бюргери. Приятелят на Сечени, барон Миклош Веселени, поиска създаването на конституционна монархия и защитата на гражданските права. По-дребния благородник, Лайош Кошут, става лидер на най-радикалните политици през 40-те години. Той подчертава, че парламентите и областите са институциите на привилегированите групи и само по-широко обществено движение може да осигури развитието на Унгария.
Официалната употреба на унгарския език се разпространява от края на 18 век , въпреки че етническите унгарци съставляват само около 38% от населението. Кошут заявява, че всички, които искат да се насладят на свободите на нацията, трябва да научат унгарски език. Граф Янко Драшкович препоръчва хърватският език да замени латинския като официален език в Хърватия и Славония. Словакът Людовит Щур, казва, че унгарската нация се състои от много националности и тяхната лоялност може да бъде засилена чрез официалната употреба на техните езици.

### Революция и неоабсолютизъм
Новините за въстанията в Париж и Виена достигат до Пеща на 15 март 1848 г. Младите интелектуалци провъзгласяват радикална програма, известна като Дванадесетте точки, с искане за равни граждански права на всички граждани. Граф Лайош Батяни е назначен за първи министър-председател на Унгария. Парламента бързо приема по-голямата част от Дванадесетте точки и Фердинанд I ги одобрява през април.
Априлските закони премахват освобождаването от данъци на аристократите и на хората, подчинени на системата на aviticitas, но 31-те фидеикомиси остават непокътнати. Селяните наематели на имоти получават собствеността върху своите парцели, но е обещана компенсация на притежателите им. Възрастни мъже, които притежаван повече от 0,032 km2 обработваеми земи или градски имения на стойност най-малко 300 флорина – около една четвърт от пълнолетното мъжко население – получават правото да гласуват на парламентарните избори. Обаче изключителното избирателно право на благородниците по време на изборите за области се потвърждава, в противен случай етническите малцинства биха могли лесно да доминират в общите събрания в много области. Благородниците съставляват около една четвърт от членовете на новия парламент, който се събира след общите избори на 5 юли.
Словашките делегати искат автономия за всички етнически малцинства на тяхното събрание през май.Подобни искания са приети и на срещата на румънските делегати. Съветниците на Фердинанд I убеждават бана (или управителя) на Хърватия, барон Йосип Йелачич, да нахлуе в Унгария през септември. Избухва нова война за независимост и унгарският парламент детронира династията на Хабсбургите на 14 април 1849 г. Руският император Николай I се намесва и руските войски побеждават унгарската армия, принуждавайки я да се предаде на 13 август.
Унгария, Хърватия (и Славония) и Трансилвания са включени като отделни области в Австрийската империя. Съветниците на младия император Франц Йосиф заявяват, че Унгария е загубила историческите си права и консервативните аристократи [бележка 16] не могат да го убедят да възстанови старата конституция. Благородници, които са останали верни на Хабсбургите са назначени на високи длъжности, [бележка 17], но повечето нови служители идват от други области на империята.
По-голямата част от благородниците избират пасивната съпротива: те не заемат длъжности в държавната администрация и мълчаливо възпрепятстват изпълнението на имперските укази. Анонимен благородник от област Зала, Ференц Деак, става техен водач около 1854 г. Те се опитват да запазят атмосфера на превъзходство, но голяма част от тях са асимилирани от местното селячество или дребна буржоазия през следващите десетилетия. За разлика от тях, магнатите, които задържат около една четвърт от всички земи, биха могли лесно да наберат средства от развиващия се банков сектор, за да модернизират своите имоти.

### Австро-Унгария
Деак и неговите последователи знаят, че великите сили не подкрепят разпадането на Австрийската империя.{sfn|Kontler|1999|pp=270 – 271}} Поражението на Австрия в Австро-пруската война ускори сближаването между краля и партията Деак, което довежда до съглашение между Австрия и Унгария през 1867 г. Самата Унгария и Трансилвания са обединени и автономията на Унгария е възстановена в рамките на дуалистичната монархия Австро-Унгария. На следващата година унгарско-хърватското споразумение възстановява съюза на Унгария и Хърватия, но осигури компетентността на събора (събранието) по вътрешните работи, образованието и правосъдието.
Съглашението укрепва позициите на традиционния политически елит. Само около шест процента от населението може да гласува на общите избори. Между 1867 и 1918 г. повече от половината министър-председатели и една трета от министрите са назначени от редиците на магнатите. Собствениците на земя съставляват мнозинството от членовете на парламента. Половината от местата в общинските събрания са запазени за най-големите данъкоплатци. Благородниците също доминират в държавната администрация, тъй като десетки хиляди обеднели благородници започват работа в министерствата или в държавните железници и пощи. Те са пламенни поддръжници на маджаризацията, отричайки използването на езици на малцинствата.
Само благородник, който притежава имение от поне 1,15 км2 се приема за проспериращ, но броят на имоти с такъв размер бързо намалява. Между 1867 и 1900 г. броят на именията между 1.15 – 5.75 km2 намаляват от 20 000 на 10 000 Магнатите се възползват от фалитите на по-дребните благородници и купуват нови имоти през същия период. Създадени са нови фидеикомиси, които позволяват на магнатите да запазят влагането на поземленото си богатство. Аристократите са редовно назначавани в бордовете на директорите на банки и компании. През 1905 г. 88 графа и 66 барона са в борда на директорите на различни банки и компании
Евреите са основните двигатели на развитието на финансовия и индустриалния сектор. През 1910 г. еврейските бизнесмени притежават повече от половината от компаниите и повече от четири пети от банките. Те също така купуват поземлен имот и придобиват почти една пета от именията с площ между 1,15 – 5,75 km2 (280 – 1,420 дка) до 1913 г. Най-изявените еврейски бюргери са наградени с благородническа титла, а през 1918 г. има 26 аристократични фамилии и 320 благороднически фамилии от еврейски произход. Много от тях са приели християнството, но други благородници не ги смятали за свои единоверци.

### Революция и контрареволюция
Първата световна война води до разпадането на Австро-Унгария през 1918 г. Революцията на хризантемите – движение на ляволибералната Партия на независимостта, Социалдемократическата партия и Радикалната гражданска партия – убеждава крал Карл I да назначи лидера на опозицията граф Михай Кароли за министър-председател на 31 октомври 1918. След като Долната камара се саморазпуска, Унгария е провъзгласена за република на 16 ноември. Унгарският национален съвет приема поземлена реформа, определяща максималния размер на именията на 1,15 квадратни километра и разпорежда разпределянето на всякакви излишъци между местното селячество. Кароли, чиито наследствени имоти са ипотекирани в банките, е първият, който прилага реформата.
Съюзниците в Първата световна война разрешават на Румъния да окупира нови територии и нареждат изтеглянето на унгарските войски почти до р. Тиса на 26 февруари 1919 г. Кароли подава оставка и на власт идва Бела Кун, който обявява създаването на Унгарската съветска република на 21 март. Всички имения с площ над 0,43 km2 и всички частни компании, в които работят над 20 работници, са национализирани. Болшевиките не могат да спрат румънското нашествие и техните лидери избягват от Унгария на 1 август. След временното правителство на Дюла Пейдъл, индустриалецът Ищван Фридрих сформира коалиционно правителство с подкрепата на съюзническите сили на 6 август. Програмата за национализация на болшевиките е премахната.
Социалдемократите бойкотират общите избори в началото на 1920 г. Новият еднокамарен парламент възстановява монархията, но без да възстановява династията на Хабсбургите. Вместо това, калвинисткия благородник, Миклош Хорти, е избран за регент на 1 март 1920 г. Унгария трябва да признае загубата на повече от две трети от своята територия и над 60% от населението си (включително една трета от етническите унгарци) в Трианонския договор на 4 юни.
Хорти, който не е коронован крал, не можеше да даде благороднически титли, но създава нов орден за заслуги, Орденът Витяз. Носителите му получават наследствената титла Витяз („смел“). Те също така получават парцели земя, което подновява „средновековната връзка между владението на земята и обслужването на короната“. Двама трансилвански аристократи, графове Пал Телеки и Ищван Бетлен са най-влиятелните политици в междувоенния период. Събитията от 1918 – 1919 г. ги убеждават, че само „консервативна демокрация“, доминирана от аристокрация, притежаваща земя, може да осигури стабилност. Повечето министри и мнозинството от членовете на парламента са благородници. Въведена е консервативна аграрна реформа – ограничена до осем и половина процента от всички обработваеми земи, но почти една трета от земите остават във владение на около 400 магнатски семейства. . Двукамарният парламент е възстановен през 1926 г., като Горна камара е доминирана от аристократи, прелати и високопоставени служители.
Антисемитизмът е водеща идеология през 20-те и 30-те години. Законът numerus clausus ограничава приема на еврейски студенти в университетите. Граф Фидел Палфи е една от водещите фигури на националсоциалистическите движения, но повечето аристократи презират радикализма на „дребните офицери и домакини“. Унгария участва в нахлуването на Германия в Югославия през април 1941 г. и се присъединява към войната срещу Съветския съюз след бомбардировките над Каса в края на юни. Опасявайки се от излизането на Унгария от войната, германците окупират страната на 19 март 1944 г. Стотици хиляди евреи и десетки хиляди роми са прехвърлени в нацистки концентрационни лагери с помощта на местните власти. Най-богатите бизнес магнати са принудени да се откажат от своите компании и банки, за да откупят собствения си живот и живота на своите роднини.

### Премахване
Червената армия достига унгарските граници и завладява Великата унгарска равнина до 6 декември 1944 г. Делегати от градовете и селата в региона създават Временното национално събрание в Дебрецен, което избира ново правителство на 22 декември. Тримата видни антинацистки аристократи графовете Дюла Десефи, Михай Кароли и Геза Телеки намират място в събранието. Временното национално правителство обещава поземлена реформа, заедно с премахването на всички „антидемократични“ закони. Последните германски войски напускат Унгария на 4 април 1945 г.
Имре Над, комунистическият министър на земеделието, обявява поземлената реформа на 17 март 1945 г. Всички земи с площ над 5,75 km2 (1420 акра) са конфискувани, а собствениците на по-малки имения могат да задържат най-много 0,58 – 1,73 km2 земя. Поземлената реформа, както отбелязва Брайън Картлидж, унищожава аристокрацията и елиминира „елементите на феодализма, които са се запазили по-дълго в Унгария, отколкото където и да било другаде в Европа“. Подобни поземлени реформи са въведени в Румъния и Чехословакия. В двете страни етническите унгарски аристократи са осъдени на смърт или затвор като предполагаеми военни престъпници. Барон Зигмонд Кемени е арестуван за организиране на екзекуцията на 191 евреи в Румъния, макар че той всъщност им е носил храна. Унгарските аристократи могат да запазят именията си само в [[Бургенланд] (в Австрия) след 1945 г.
Съветските военни власти контролират общите избори и формирането на коалиционно правителство в края на 1945 г. Новият парламент обявява Унгария за република на 1 февруари 1946 г. Проучване на общественото мнение показва, че над 75% от мъжете и 66% от жените са против използването на благороднически титли през 1946 г. Парламентът приема закон, който премахва всички знатни титли и сродни на тях, като също така забранява използването им. Новият закон влиза в сила на 14 февруари 1947 г.

### Първични източници
- Anonymus, Notary of King Béla: The Deeds of the Hungarians (Edited, Translated and Annotated by Martyn Rady and László Veszprémy) (2010). In: Rady, Martyn; Veszprémy, László; Bak, János M. (2010); Anonymus and Master Roger; Central European University Press; ISBN 978-963-9776-95-1.
- Constantine Porphyrogenitus: De Administrando Imperio (Greek text edited by Gyula Moravcsik, English translation by Romillyi J. H. Jenkins) (1967). Dumbarton Oaks Center for Byzantine Studies. ISBN 0-88402-021-5.
- Simon of Kéza: The Deeds of the Hungarians (Edited and translated by László Veszprémy and Frank Schaer with a study by Jenő Szűcs) (1999). CEU Press. ISBN 963-9116-31-9.
- The Customary Law of the Renowned Kingdom of Hungary in Three Parts (1517) (Edited and translated by János M. Bak, Péter Banyó and Martyn Rady, with an introductory study by László Péter) (2005). Charles Schlacks, Jr.; Department of Medieval Studies, Central European University. ISBN 1-884445-40-3.
- The Laws of the Medieval Kingdom of Hungary, 1000 – 1301 (Translated and edited by János M. Bak, György Bónis, James Ross Sweeney with an essay on previous editions by Andor Czizmadia, Second revised edition, In collaboration with Leslie S. Domonkos) (1999). Charles Schlacks, Jr. Publishers.

### Вторични източници
- Á. Varga, László. hitbizomány [fee tail] //  Magyar történelmi fogalomtár, A–L [Thesaurus of Hungarian History].   Gondolat, 1989. ISBN 963-282-203-X. с. 188 – 189.
- Bak, János. "Linguistic pluralism" in Medieval Hungary //  The Culture of Christendom: Essays in Medieval History in Memory of Denis L. T. Bethel.   The Hambledon Press, 1993. ISBN 1-85285-064-7. с. 269 – 280.
- Berend, Nora, Urbańczyk, Przemysław, Wiszewski, Przemysław. Central Europe in the High Middle Ages: Bohemia, Hungary and Poland, c. 900-c. 1300.   Cambridge University Press, 2013. ISBN 978-0-521-78156-5.
- Cartledge, Bryan. The Will to Survive: A History of Hungary.   C. Hurst & Co., 2011. ISBN 978-1-84904-112-6.
- Curta, Florin. Southeastern Europe in the Middle Ages, 500 – 1250.   Cambridge University Press, 2006. ISBN 978-0-521-89452-4.
- Engel, Pál. The Realm of St Stephen: A History of Medieval Hungary, 895 – 1526.   I.B. Tauris Publishers, 2001. ISBN 1-86064-061-3.
- Fügedi, Erik. Castle and Society in Medieval Hungary (1000 – 1437).   Akadémiai Kiadó, 1986a. ISBN 963-05-3802-4.
- Fügedi, Erik. The aristocracy in medieval Hungary (theses) //  Kings, Bishops, Nobles and Burghers in Medieval Hungary.   Variorum Reprints, 1986b. ISBN 0-86078-177-1. с. IV.1–IV.14.
- Fügedi, Erik. The Elefánthy: The Hungarian Nobleman and His Kindred (Edited by Damir Karbić, with a foreword by János M. Bak).   Central European University Press, 1998. ISBN 963-9116-20-3.
- Foreign knights and clerks in Early Medieval Hungary //  The Expansion of Central Europe in the Middle Ages.   Ashgate Publishing, 2012. ISBN 978-1-4094-2245-7. с. 319 – 331.
- Georgescu, Vlad. The Romanians: A History.   Ohio State University Press, 1991. ISBN 0-8142-0511-9.
- Gudenus, János, Szentirmay, László. Összetört címerek: a magyar arisztokrácia sorsa és az 1945 utáni megpróbáltatások [Broken Coats-of-Arms: The Hungarian Aristocrats' Fate and the Scourge after 1945].   Mozaik, 1989. ISBN 963-02-6114-6.
- Kontler, László. Millennium in Central Europe: A History of Hungary.   Atlantisz Publishing House, 1999. ISBN 963-9165-37-9.
- Kováč, Dušan. The Slovak political programme: from Hungarian patriotism to the Czecho–Slovak State //  Slovakia in History.   Cambridge University Press, 2011. ISBN 978-0-521-80253-6. с. 120 – 136.
- Lukačka, Ján. The beginnings of the nobility in Slovakia //  Slovakia in History.   Cambridge University Press, 2011. ISBN 978-0-521-80253-6. с. 30 – 37.
- Magaš, Branka. Croatia Through History.   SAQI, 2007. ISBN 978-0-86356-775-9.
- Makkai, László. The Emergence of the Estates (1172 – 1526) //  History of Transylvania.   Akadémiai Kiadó, 1994. ISBN 963-05-6703-2. с. 178 – 243.
- Murdock, Graeme. Calvinism on the Frontier, 1600 – 1660: International Calvinims and the Reformed Church in Hungary and Transylvania.   Clarendon Press, 2000. ISBN 0-19-820859-6.
- Nakazawa, Tatsuya. Slovak Nation as a Corporate Body: The Process of the Conceptual Transformation of a Nation without History into a Constitutional Subject during the Revolutions of 1848/49 //  Regions in Central and Eastern Europe: Past and Present.   Slavic Research Center, Hokkaido University, 2007. ISBN 978-4-938637-43-9. с. 155 – 181.
- Neumann, Tibor. Hercegek a középkorvégi Magyarországon [Dukes in Hungary in the Late Middle Ages] //  Hercegek és hercegségek a középkori Magyarországon [Dukes and Duchies in Medieval Hungary].   Városi Levéltár és Kutatóintézet, 2016. ISBN 978-963-8406-13-2. с. 95 – 112.
- Pálffy, Géza. The Kingdom of Hungary and the Habsburg Monarchy in the Sixteenth Century.   Center for Hungarian Studies and Publications, 2009. ISBN 978-0-88033-633-8.
- Patai, Raphael. The Jews of Hungary: History, Culture, Psychology.   Wayne State University Press, 2015. ISBN 978-0-8143-2561-2.
- Pop, Ioan-Aurel. "De manibus Valachorum scismaticorum...": Romanians and Power in the Mediaeval Kingdom of Hungary: The Thirteenth and Fourteenth Centuries.   Peter Lang Edition, 2013. ISBN 978-3-631-64866-7.
- Rady, Martyn. Nobility, Land and Service in Medieval Hungary.   Palgrave Macmillan, 2000. ISBN 0-333-80085-0.
- Révész, László. The cemeteries of the Conquest period //  Hungarian Archaeology at the Turn of the Millenium.   Ministry of National Cultural Heritage, Teleki László Foundation, 2003. ISBN 963-86291-8-5. с. 338 – 343.
- Schimert, Peter. The Hungarian Nobility in the Seventeenth and Eighteenth Centuries //  The European Nobilites in the Seventeenth and Eighteenth Centuries, Volume Two: Northern, Central and Eastern Europe.   Longman, 1995. ISBN 0-582-08071-1. с. 144 – 182.
- Szakály, Ferenc. The Early Ottoman Period, Including Royal Hungary, 1526 – 1606 //  A History of Hungary.   Indiana University Press, 1994. ISBN 963-7081-01-1. с. 83 – 99.
- Taylor, A. J. P. The Habsburg Monarchy, 1809 – 1918: A History of the Austrian Empire and Austria–Hungary.   The University of Chicago Press, 1976. ISBN 0-226-79145-9.
- Thompson, Wayne C. Nordic, Central, and Southeastern Europe 2014.   Rowman & Littlefield, 2014. ISBN 9781475812244.
- Vermes, Gábor. Hungarian Culture and Politics in the Habsburg Monarchy, 1711 – 1848.   CEU Press, 2014. ISBN 978-963-386-019-9.
- Wolf, Mária. 10th–11th century settlements; Earthen forts //  Hungarian Archaeology at the Turn of the Millenium.   Ministry of National Cultural Heritage, Teleki László Foundation, 2003. ISBN 963-86291-8-5. с. 326 – 331.
- Zimonyi, István. Muslim Sources on the Magyars in the Second Half of the 9th Century: The Magyar Chapter of the Jayhānī Tradition.   Brill Publishers, 2016. ISBN 978-90-04-21437-8.
- Zsoldos, Attila. The Árpáds and Their People. An Introduction to the History of Hungary from cca. 900 to 1301.   Arpadiana IV., Research Centre for the Humanities, 2020. ISBN 978-963-416-226-1.

|  | Тази страница частично или изцяло представлява превод на страницата Hungarian nobility в Уикипедия на английски. Оригиналният текст, както и този превод, са защитени от Лиценза „Криейтив Комънс – Признание – Споделяне на споделеното“, а за съдържание, създадено преди юни 2009 година – от Лиценза за свободна документация на ГНУ. Прегледайте историята на редакциите на оригиналната страница, както и на преводната страница, за да видите списъка на съавторите. ВАЖНО: Този шаблон се отнася единствено до авторските права върху съдържанието на статията. Добавянето му не отменя изискването да се посочват конкретни източници на твърденията, които да бъдат благонадеждни. |